# 중국 문명
중국 문명(中國文明)은 현재의 중국 영토에 기반한 모든 문명의 묶음체를 말한다. 요하 문명이 그 중 하나이며, 동아시아의 중심 문화 중 하나로, 이 지역에 상당한 영향을 주었다.
크게는 황하 문명, 장강 문명, 북방 동북 지방의 초원 문명인 요하 문명이 융합한 것이다.
중화 문명은 근래에 생긴 개념으로 중국 고대 사서들의 한족 중심 역사관과 배치되는 현재 영토 중심, 현재 영토에 사는 모든 민족 관점의 역사, 문명관이다.

## 지역
중국은 광대한 지역을 가지고 있으며, 각지의 문화는 오랜 시간동안 발전을 거쳐 중국 문명의 공통성을 가지면서도 선명한 지방 특색을 띠고 있다.

## 같이 보기
- 중국의 역사
- 중국의 문화
- 한자 문화권